# Dirk VII av Holland
Dirk VII av Holland, född 1100-talet, död 1203, var regerande greve av Holland 1190–1203.